# Ulrich Matthes
Ulrich Matthes (* 9. května 1959, Berlín) je německý herec. V roce 1980 začal studovat herectví. Proslavil se rolí Josepha Goebbelse ve filmu Pád Třetí říše. Ve filmu Devátý den hrál katolického kněze vězněného v koncentračním táboře Dachau.

## Filmografie
- Abschied - Brechts letzter Sommer
- Devátý den
- Pád Třetí říše